# Самосборка

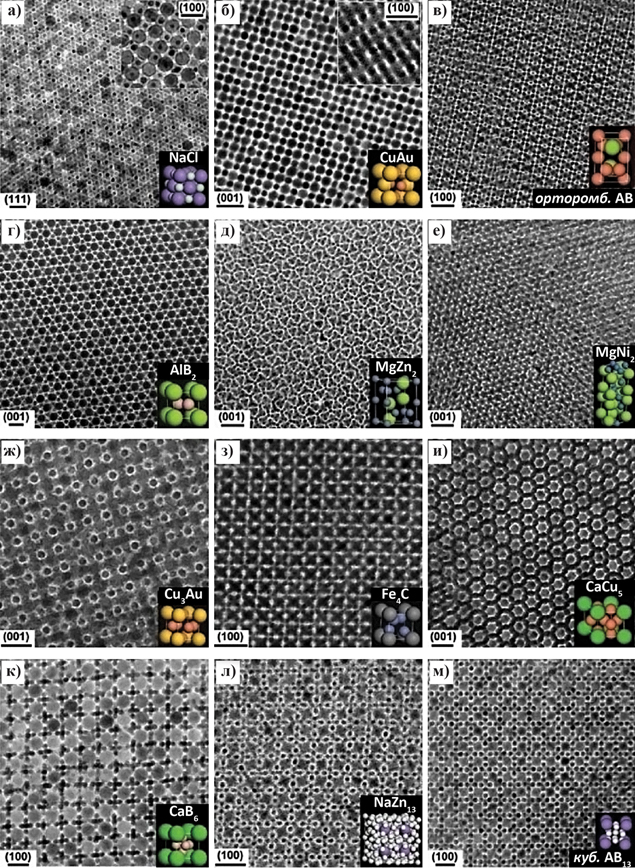
Пример самосборки: характерные проекции бинарных сверхрешеток, образованных различными наночастицами, и модельные элементарные ячейки соответствующих трехмерных структур.

Самосборка (англ. self-assembly) — процесс образования упорядоченной надмолекулярной структуры или среды, в котором в практически неизменном виде принимают участие только компоненты (элементы) исходной структуры, аддитивно составляющие или «собирающие», как части целого, результирующую сложную структуру.

## Описание
Самосборка относится к типичным методам получения наноструктур (наноматериалов) «снизу-вверх». Основная задача, которая стоит при её реализации — это необходимость таким образом повлиять на параметры системы и так задать свойства отдельных частиц, чтобы они организовывались с образованием желаемой структуры. Самосборка находится в основе многих процессов супрамолекулярной химии, где «инструкции», как собирать большие объекты, «закодированы» в структурных особенностях отдельных молекул. Следует отличать самосборку от самоорганизации, которая может быть использована как механизм создания сложных «шаблонов», процессов и структур на более высоком иерархическом уровне организации, чем тот, что наблюдался в исходной системе (см. рис.). Отличия состоят в многочисленных и многовариантных взаимодействий компонент на низких уровнях, на которых существуют свои, локальные, законы взаимодействия, отличные от коллективных законов поведения самой упорядочивающейся системы. Для процессов самоорганизации характерны различные по масштабу энергий взаимодействия, а также существование ограничений степеней свободы системы на нескольких различных уровнях её организации. Таким образом, процесс самосборки — более простое явление. Тем не менее, не стоит опускаться до крайностей и считать, например, что процесс роста монокристалла — это самосборка атомов (что соответствует, в принципе, определению), хотя, например, самосборка более крупных объектов — микросфер одинакового размера, формирующих плотнейшую шаровую упаковку, что приводит к образованию так называемого фотонного кристалла (трёхмерной дифракционной решётки из микросфер), — это типичный пример самосборки. К самосборке можно отнести формирование самособирающихся мономолекулярных слоев (например, молекул тиолов на гладкой поверхности золотой плёнки), образование плёнок Ленгмюра-Блоджетт, послойную сборку и пр. Хорошо известна самосборка ряда производных олигопептидов в гидрогели при незначительном изменении условий среды (рН, ионная сила раствора температура, добавление органического растворителя и др.)   Так ярким примером можно отнести самосборку флуоренилдифенилаланина в нанофибрилы из которых далее формируется гидрогель, главным образом за счёт: гидрофобных взаимодействий, образования водородных связей и п-п взаимодействий фенильных колец. Интересным с точки зрения применения в медицины является 3-мерный макропористый гидрогель как биоразрушающийся и нетоксичный материал, полученный на основе флуоренилдифенилаланина в одну стадию и без применения каких либо сшивающих агентов.

## Примеры
Примером системы с самосборкой являются мицеллярные растворы.